# كريستوفر جيه لامورا
كريستوفر جون لامورا (بالإنجليزية: Christopher John Lamora)‏ دبلوماسي أمريكي يشغل منصب سفير الولايات المتحدة لدى الكاميرون منذ عام 2022. لامورا هو أول رجل مثلي الجنس علنا يتم تعيينه سفيراً لدى الكاميرون.

## النشأة والتعليم
حصل لامورا على بكالوريوس العلوم من كلية إدموند وولش للعلاقات الخارجية بجامعة جورجتاون.

## المسار المهني
لامورا عضو مهني في السلك الدبلوماسي الرفيع. كان نائب رئيس البعثة في سفارة الولايات المتحدة في أكرا، غانا قبل تعيينه سفيراً للولايات المتحدة لدى الكاميرون.
تضمن عمله السابق منصب نائب مساعد وزير الخارجية لشؤون الأمن في وسط أفريقيا وأفريقيا في مكتب الشؤون الأفريقية بوزارة الخارجية، كما شغل منصب مدير مكتب شؤون أفريقيا الوسطى، ونائب مدير مكتب الشؤون الاقتصادية في مكتب الشؤون الإقليمية، ومسؤول مكتب جمهورية الكونغو الديمقراطية. كما كان لديه مهام خارجية في سفارات الولايات المتحدة في غواتيمالا، وجمهورية الدومينيكان، واليونان، وجمهورية أفريقيا الوسطى، والقنصلية العامة للولايات المتحدة في دوالا، الكاميرون. ويتحدث اللغة الفرنسية واللغة الإسبانية واللغة اليونانية الحديثة.

### السفير لدى الكاميرون
أعلن الرئيس الأمريكي جو بايدن في 15 أبريل 2021 عزمه على ترشيح لامورا ليكون سفير الولايات المتحدة القادم لدى الكاميرون. وتم إرسال ترشيحه إلى مجلس الشيوخ في 19 أبريل 2021. عقدت جلسات الاستماع بشأن ترشيحه أمام لجنة مجلس الشيوخ الأمريكي للعلاقات الخارجية في 9 يونيو 2021. أفادت اللجنة بملاحظة إيجابية لترشيحه في 24 يونيو 2021. وأكد مجلس الشيوخ الأمريكي في 18 ديسمبر 2021 ترشيحه بالتصويت الصوتي. وأدى اليمين الدستورية في 11 فبراير 2022. ووصل إلى الكاميرون في 5 مارس 2022. وقدم أوراق اعتماده لوزير الخارجية الكاميروني ليجون مبيلا مبيلا في 21 مارس 2022. لامورا هو أول رجل مثلي الجنس علنا يتم تعيينه سفيراً لدى الكاميرون.